# Síndrome de Wallenberg
El síndrome de Wallenberg, descrito en 1895 por el Dr. Adolf Wallenberg (1862-1949), consiste en un conjunto de signos y síntomas causados por la oclusión de la porción intracraneana de la arteria vertebral o de una de sus ramas, la arteria cerebelosa inferior posterior, desarrollándose un infarto bulbomedular lateral (síndrome dorsolateral del bulbo).
Además de las clásicas causas de oclusión se ha descrito en enfermedades desmielinizantes, abscesos, metástasis, hematomas, y necrosis post-radioterapia.

## Cuadro clínico
Su sintomatología comprende:
- vértigo, náuseas y vómitos debidos al compromiso de los núcleos vestibulares
- hipo por compromiso del centro respiratorio; diplopía que indica extensión de la lesión hacia proximal (compromiso pontino)
- disfonía, disfagia y disartria por compromiso del núcleo ambiguo
- hipoalgesia y termoanestesia de la cara del mismo lado de la lesión (ipsilateral)
- dolor facial ipsilateral por compromiso de núcleo y tracto del nervio trigémino
- hipoalgesia y termoanestesia de tronco y extremidades (contralateral a la lesión) debido al daño del tracto espinotalámico.

Esta diferencia en la falta de sensibilidad en la cara (ipsilateral) y en el resto del cuerpo (contralateral) se denomina síndrome sensitivo alterno o cruzado.
Entre sus hallazgos clínicos también se encuentran: síndrome de Horner ipsolateral debido al compromiso de la vía simpática descendente pudiendo ser incompleto (sin anhidrosis); reflejo corneal disminuido ipsilateral debido al compromiso trigeminal; nistagmos de tipo central; paresia del velo palatino ipsilateral y síndrome cerebeloso ipsilateral.